# 马顺清
马顺清（1963年1月—），男，回族，青海西宁人，中华人民共和国政治人物。青海民族学院汉语文系汉语言文学专业毕业，中共中央党校经济管理专业研究生学历。中共第十八届（十八届七中全会递补为中央委员）、十九届中央候补委员。

## 生平
1983年7月参加工作，1984年12月加入中国共产党。历任青海省教育委员会处长、副主任，中共西宁市委副书记兼城东区委书记、常务副市长，青海省国土资源厅厅长兼地勘局局长等职。2008年1月，当选青海省人民政府副省长。2014年8月，任中共青海省委常委、青海省人民政府副省长。2015年5月，任中共青海省委常委、青海省总工会主席，7月兼任中共青海省委改革办主任。
2017年3月，任中共宁夏回族自治区党委常委、宁夏回族自治区人民政府副主席。同年10月，被递补为中央委员。
2018年12月，调任中共天津市委常委、市政府常务副市长。2022年1月卸任副市长，同年2月当选为天津市人大常委会副主任，同年6月不再担任中共天津市委常委。